# Владимир Кирда Болхорвес
Владимир Кирда Болхорвес (Руски Крстур, 1. октобар 1942) српско-русински је романсијер, песник, социолог културе и теоретичар књижевности.

## Биографија
Рођен је 1942. године у Руском Крстуру. У родном месту завршио је 1957. основну школу, а 1960. и занатску школу за машинбраварa, у коју се био уписао очевом вољом. У истој, машинско-ремонтној радионици на економији сеоске задруге још годину дана био је калфа. Незадовољан тим нивоом школовања и таквом животном перспективом, у јесен 1961. напустио је ову радионицу и преселио се у Нови Сад. Радећи као физички радник на грађевинама, једну школску годину похађао је вечерњи курс за квалификоване металце који су желели да полажу пријемни испит за упис на Вишу техничку машинску школу. У јуну 1962. положио је тај испит, а две године касније завршио и поменуту школу.
Након служења кадровског војног рока службовао је, као погонски машински инжењер, од јесени 1965. до пролећа 1974. године, у новосадској Индустрији машина и опреме „Победа”, у бечејској средњотехничкој машинској школи "Иван Кочи" и у суботичкој Индустрији електричних машина „Север”. У Суботици је ванредно студирао економију, смер: Кибернетска организација. Од 20. маја 1974. до 15. фебруара 1976. поново је, својом вољом (због властитих књижевних амбиција), био незапослен. Од 1976. до 2003. године службовао је (углавном на радном месту уредника сложених емисија) у русинској редакцији Радио-телевизије Нови Сад. Новинарство је сматрао само привременим решењем, наметнутим егзистенцијалном нуждом. Никада себе није видео као новинара у правом смислу речи. На суботичком Економском факултету дипломирао је 1983. године.
Жеља да се што више удаљи и од машинства, и од економије и од новинарског службовања подстакла га је да се упише на постдипломске студије на смеру: Социологија култура и културне политике на Факултету политичких наука у Београду. Магистарску тезу "Културносоциолошки аспекти критике догматизма у југословенском роману 1985-1988" одбранио је 1994. године. На новосадском Филозофском факултету пријавио је тему докторске дисертације "Утопија у делу Херберта Џорџа Велса и Хавријила Костељника". Одбранио ју је, на Одсеку за теорију књижевности, 2016. године.
Члан је Друштва књижевника Војводине од 15. јануара 1975.
Данас је у Новом Саду пензионер, али интензивно пише.

## Стваралаштво
Већина онога што је досад написао постоји само на српском језику. Болхорвес га сматра језиком примарног оригинала свог опуса. Како тврди, русински му је биолошки матерњи, а српски књижевни матерњи језик.
Својим стваралаштвом покушава да покрене хеутеранизам. По његовим речима, хеутеранизам треба да буде филозофско-идеолошка арматура хеутеранистичког покрета, који, опет, треба да буде иницијална основа планетарне хеутеранистичке цивилизације, или, ако се тај појам персонификује, Хеутераније. У оквиру те цивилизације, ако буде заживела, општечовечански проблеми ће се решавати разумније, правичније и ефикасније но што се решавају у оквирима постојећих парцијалних цивилизација, које чине данашњу планетарну цивилизацију.
Владимир Кирдa Болхорвес већ неколико деценија формира хеутеранистичко-белетристичко-хибридни (ХБХ) венац "Сневајући звезду Хеутераније". У том опусу још су у процесу стварања сва три његова корпуса.
Примарни корпус ће чинити један једини, волуминозан том "Освитни принципи хеутеранизма". Секундарни, белетристички корпус биће сачињен од дванаест романескних и пет поетских томова. Побочни, помоћни, терцијални корпус ће чинити тридесет два аутобиографско-документарно-дискурзивна тома.

## Дела
- ВКБ у радном амбијенту свог старијег колеге Михајла Ковача"", роман (на русинском), "Руске слово", Нови Сад, 1974.
- "Река чаробница", роман (на српском), "Освит", Суботица, 1978.
- "Калемегдански друмови", роман (на српском), Књижевна заједница Новог Сада, 1979.
- "", роман (на русинском), "Руске Слово", Нови Сад, 1986.
- "За горама", роман (на српском), самиздат, 1992[3].
- "Немачка, Немачка", роман (на српском), самиздат, 1992[3].
- "Опијање ветром и ватром", поезија (на српском), самиздат, 1992[3].
- "На дебелом леду", повест о једном роману (на српском), "Књижевне новине - Енциклопедија", Београд, 1996.
- "", поезија (на русинском), "Руске слово", Нови Сад, 2009[4].
- Сва четири тома Прве романескне тетралогије у коначној верзији:  "За горама"[Н 1] (Архивирано на веб-сајту  (9. фебруар 2021)),  "Река чаробница"[Н 2],  "Калемегдански друмови"[Н 3][5] (Архивирано на веб-сајту  (14. фебруар 2021)),  "Немачка, Немачка"[Н 4][5]),  објављенa су (на српском), у самиздату, 2012.
- "Опијање ветром и ватром", поезија (на српском), самиздат, 2012.
- "Пропламсаји на размеђи", поезија (на српском), самиздат, 2013.
- "Путовање ветром и ватром", поезија (на српском), самиздат, 2012
- "Крај прозора, испред огледала", поезија (на српском), самиздат, 2013.
- "Растварање ветром и ватром", поезија (на српском), самиздат, 2012.
- "", роман (на русинском), "Руске слово", Нови Сад, 2012[6].
- "Утопија у делу Херберта Џорџа Велса и Хавријила Костељника", продубљена и проширена докторска дисертација, издавач: Војвођанска академија наука и уметности, Нови Сад, 2018.
- "На видику згаришта", роман (на српском), "Прометеј", Нови Сад, 2020[7].
- "Индивидуална поетика Владимира Кирде Болхорвеса", књижевнотеоријска студија Јулијана Тамаша (на српском), "Прометеј", Нови Сад, 2020[8].
- "Визије, до короне, и у њеној демонији", роман (на српском), самиздат, 2021.
- "Западњаци као подстрекачи словенског братоубилаштва", роман (на српском), самиздат, 2024.